# Valerij Tokarev
Valerij Ivanovič Tokarev (rusky Валерий Иванович Токарев, * 29. října 1952 v Kapustin Jar, Astrachaňská oblast, SSSR) byl ruský kosmonaut, který se podílel na budování a obsluze Mezinárodní kosmické stanice ISS.

## Život

### Mládí a výcvik
Po základní škole se rozhodl pro vojenskou kariéru v sovětské armádě. Nastoupil na Vyšší vojenské letecké učiliště v Savropolu, toto ukončil úspěšně v roce 1973 (v 21. letech) a začal sloužit jako vojenský pilot. Pak absolvoval výcvik zkušebního pilota, ukončil jej roku 1982. Absolvoval Vojenskou leteckou akademii J.A.Gagarina v Monino, kde se stal leteckým inženýrem. V roce 1987 byl přijat do výcvikového střediska kosmonautů. Výcvik zakončil roku 1989 a byl přeřazen do oddílu kosmonautů a přestěhoval se do Hvězdného městečka. Byl také ve skupině kandidátů pro let raketoplánem Buran. V Moskvě pak absolvoval studium na Akademii národního hospodářství, které zdárně ukončil roku 1995. V dalších letech byl dvakrát v kosmu. Byl několikrát vyznamenán, mj. jako Hrdina Ruské federace.
Je ženatý, jeho manželka se jmenuje Irina (*1955), syn se jmenuje Ivan, dcera Olga,

### Lety do vesmíru
Poprvé letěl v raketoplánu koncem jara 1999 ve věku svých 47 let. Mise, katalogizovaná v COSPAR jako 1999-030A, měla za úkol na sestavovanou stanici ISS dovést materiál a zásoby. Sebou měli i laboratoř Spacelab pro provádění řady vědeckých pokusů. Posádka byla sedmičlenná, pět členů byli Američané, jeden Rus a jeden Kanaďan. Na stanici doplnili další její části. Tokarev tam byl proto, že některé montážní práce se týkaly ruských modulů stanice. Přistáli po úspěšném letu tam, kde startovali, na Floridě, Mys Canaveral.
Podruhé letěl v ruské kosmické lodi Sojuz TMA-7 jako velitel, v lodi byl McArthur a kosmický turista Američan Gregory Olsen. Mise byla označena v COSPARu 2005-039A. Odstartovali z Bajkonuru, připojili se ke stanici ISS, kde působila posádka Expedice 11 a na stanici všichni strávili společně týden. Pak stará posádka spolu s Olsenem odletěla ve svém Sojuzu TMA-6 dolů na Zem, přistáli na území Kazachstánu. Nová Expedice 12 tvořená dvojicí Tokarev a McArthur zahájila samostatnou činnost. Na stanici byli bezmála půl roku, Tokarev zde strávil 53 narozeniny. Po splnění úkolů se ve svém Sojuzu vrátili k Zemi, vystřídáni novou obsluhou z Expedice 13.
Plukovník Tokarev je registrován jako 388 kosmonaut Země s 199 dny strávenými v kosmu.
Absolvoval 2 výstupy do volného vesmíru (EVA) ze stanice ISS, při nichž strávil 31 hodin
- STS-96 Discovery, start 27. květen 1999, přistání 6. červen 1999.
- Sojuz TMA-7, ISS, Sojuz TMA-7, start 1. říjen 2005, přistání 8. duben 2006.

## Vyznamenání
- Letec-kosmonaut Ruské federace (10. září 1999),[1]
- Hrdina Ruské federace (23. prosince 2000).[1]